# Niccolò Buccella
Niccolò Buccella, o Nicola o anche Niccolò de Buccellis (Padova, 1520 circa – Cracovia, 1599), è stato un medico italiano.
Anabattista, fu arrestato e processato per eresia a Venezia nel 1562, e fu rilasciato dopo aver abiurato. Sospettato ancora dall'Inquisizione, si trasferì in Polonia, dove divenne medico di corte e favorì gli emigrati italiani che sfuggivano le persecuzioni in patria.

## Biografia
Nato a Padova in una famiglia di commercianti, si laureò in medicina e si convertì all'anabattismo. Si trasferì in Moravia, dove già si erano costituite comunità antitrinitarie e dove conobbe il correligionario veneziano Niccolò Paruta. Tornato in Italia, insieme in particolare con Antonio Rizzetto e Francesco Della Sega, guidò più volte gruppi di anabattisti veneti desiderosi di lasciare la penisola per sfuggire le persecuzioni dell'Inquisizione stabilendosi nelle più tolleranti terre dell'Europa orientale.
Durante uno di questi viaggi, il 27 agosto 1562 fu arrestato a Capodistria insieme al Rizzetto e al della Sega e tutti vennero trasferiti a Venezia per esservi processati. Egli oppose agli inquisitori la sua concezione del carattere di libera interpretazione delle Scritture, che non può essere prerogativa di una gerarchia ecclesiastica. Già Cristo, infatti, aveva rifiutato questo principio, negando ai farisei il diritto di essere i veri interpreti delle Scritture. Queste devono bensì essere esposte nella loro lettera dai sacerdoti, lasciando però a ciascuno di trarne il significato che pare più razionale.
Il Buccella abiurò tuttavia le sue posizioni e nel dicembre del 1564 poté tornare libero, diversamente da Della Sega e dal Rizzetto, che pagarono con la vita la loro volontà di non piegarsi alla minacce dell'Inquisizione. Stabilitosi a Padova, vi esercitò la professione di medico e di chirurgo molto apprezzato in particolare dagli studenti tedeschi che frequentavano lo Studio padovano. Le sue autopsie, compiute per dimostrazioni anatomiche, non incontrarono però l'approvazione del vescovo, che nel gennaio del 1571 minacciò di scomunicarlo: i suoi stessi precedenti e anche la sua corrispondenza con il piemontese Giorgio Biandrata, medico di corte in Transilvania ed eretico dichiarato, lo poneva al rischio di essere nuovamente arrestato e, come relapso, condannato a morte. Il Buccella lasciò quindi la città, rifugiandosi prima a Belluno e di qui, passando per Vienna, raggiunse nel luglio del 1574 il Biandrata ad Alba Iulia.
Giorgio Biandrata lo raccomandò al re di Transilvania István Báthory, che lo assunse in qualità di medico chirurgo e lo portò con sé a Cracovia, quando nel 1576 salì sul trono polacco. Chiamò presso di sé la sua famiglia, s'imparentò con alcuni importanti emigrati italiani, come il ricco latifondista Gian Battista Cettis, al quale diede in sposa la figlia Uliana, ottenne case, terre, e fu protagonista di attività economiche, con la partecipazione ai profitti del commercio del sale tra Polonia e Lituania, e la comproprietà di una cartiera in Livonia.
Nel 1586 una lunga e dura polemica lo oppose al medico Simone Simoni, emigrato da Lucca per motivi religiosi ed entrato al servizio della corte polacca su raccomandazione dello stesso Buccella quando il Báthory si era gravemente ammalato. Il Simoni, che aveva diagnosticato, in opposizione al suo collega, un'epilessia, ottenne l'allontanamento del Buccella, accusandolo di non saper curare il sovrano, che morì in dicembre. Con il consenso del Senato, il Buccella eseguì l'autopsia del cadavere per dimostrare le proprie ragioni scientifiche e ne seguì una serie di reciproche accuse che finirono per debordare alle ingiurie personali. La polemica sembra comunque essersi risolta a favore del Buccella, dal momento che il nuovo re Sigismondo lo confermò nella carica di medico personale.
In Polonia, dove era in corso la politica di riconquista cattolica delle posizioni strappate da luterani, calvinisti e unitariani, il Buccella mantenne buone relazioni con tutti, senza entrare in dispute religiose ma intrattenendo rapporti particolarmente cordiali con gli emigrati italiani e sviluppando convinzioni religiose personali. Coerentemente con le sue premesse di gioventù, al suo iniziale anabattismo aveva fatto seguito un'estrema razionalizzazione e semplificazione dell'ideologia religiosa, consistente ormai nella fede in un unico Dio, senza credere all'esistenza di angeli e dèmoni, senza santi e senza chiese, riti, cerimonie e sacramenti: «più tosto tiene che ciascuno, interpretando il Testamento Vecchio e Nuovo in quel senso che gli par consonante, debba vivere secondo che gli detta la sua coscienza. E per questo dice che, doppo l'aver nostro signor Gesù Cristo mandato lo Spirito Santo, non manda più profeti, non volendo che più si creda ad altri, ma ciascuno a se medesimo et alla sua coscienza illuminata da questo lume».
Buccella avrebbe esposto le sue teorie in un De vera religione che non ci è conservato. Dal 1592 accolse nella sua casa Fausto Sozzini, che ricordò nel suo testamento lasciandogli una pensione annua di 100 fiorini: dispose anche del suo funerale, da tenersi prima dell'alba, senza concorso di amici e parenti, e della sepoltura, da effettuare anonimamente in terra non consacrata.